# Cirrhilabrus luteovittatus
Cirrhilabrus luteovittatus là một loài cá biển thuộc chi Cirrhilabrus trong họ Cá bàng chài. Loài này được mô tả lần đầu tiên vào năm 1988.

## Từ nguyên
Từ định danh luteovittatus được ghép bởi hai âm tiết trong tiếng Latinh, aurantium ("vàng nghệ") và vitta ("dải sọc"), hàm ý đề cập đến dải sọc vàng đặc trưng ở giữa thân của cá đực.

## Phạm vi phân bố và môi trường sống
C. luteovittatus được ghi nhận tại đảo Enewetak và Kwajalein (quần đảo Marshall), bang Chuuk và Pohnpei (Liên bang Micronesia), nhưng nhiều cá thể lang thang đã được nhìn thấy tại đảo Johnston (gần Hawaii).
Loài này sống tập trung gần các rạn san hô trong đầm phá, ở độ sâu khoảng 8–30 m.

## Mô tả
Chiều dài lớn nhất được ghi nhận ở C. luteovittatus là 12 cm. Cơ thể có màu đỏ nâu sẫm, đặc trưng bởi một dải màu vàng tươi từ sau vây ngực chạy dài đến gốc vây đuôi (sọc vàng hẹp dần về phía đuôi). Vùng ngực và bụng màu xanh lam sáng. Màng của các vây lưng, vây đuôi và vây hậu môn có màu hồng và vàng, còn vây bụng vây ngực màu hồng nhạt; tia các vây màu xanh lam. Cá cái màu ô liu, nhạt dần thành màu xanh lam ở thân dưới và có một chấm đen ở cuống đuôi. Vùng đầu thường phớt vàng, nhưng đôi khi lại có màu đỏ.
Số gai ở vây lưng: 11; Số tia vây ở vây lưng: 9; Số gai ở vây hậu môn: 3; Số tia vây ở vây hậu môn: 9; Số tia vây ở vây ngực: 14–15; Số gai ở vây bụng: 1; Số tia vây ở vây bụng: 5.

## Sinh thái học
Thức ăn của C. luteovittatus là các loài động vật phù du ở cột nước. C. luteovittatus nằm trong nhóm phức hợp loài của Cirrhilabrus cyanopleura, cùng với các loài Cirrhilabrus solorensis, Cirrhilabrus chaliasi, Cirrhilabrus aquamarinus, Cirrhilabrus aurantidorsalis, Cirrhilabrus randalli và Cirrhilabrus ryukyuensis. Các thành viên trong phức hợp loài cyanopleura được biết đến với khả năng tự phát huỳnh quang đỏ.

## Thương mại
C. luteovittatus được thu thập trong ngành buôn bán cá cảnh, và được bán với giá dao động khoảng 50–100 USD một con tại Hoa Kỳ.

### Trích dẫn
- John E. Randall (1988). "Five New Wrasses of the genera Cirrhilabrus and Paracheilinus (Perciformes: Labridae) from the Marshall Islands" (PDF). Micronesica. Quyển 21. tr. 200–226.